# Lee Wai Man
Lee Wai Man est un footballeur hongkongais né le 18 août 1973. Il évolue au poste de défenseur.

## Carrière

### Joueur
- 1991-1994 : Eastern AA  Hong Kong
- 1994-1996 : Hong Kong Rangers  Hong Kong
- 1996-1997 : Sing Tao SC  Hong Kong
- 1997-2007 : Happy Valley  Hong Kong
- 2007-2010 : Shatin SA  Hong Kong

### Entraîneur
- 2007-2010 : Shatin SA  Hong Kong
- 2010- : Mutual FC  Hong Kong

## Sélections
- 68 sélections et 2 buts avec  Hong Kong entre 1993 et 2006.

## Palmarès

### Club
- Avec Eastern AA
  - Champion de Hong Kong en 1993 et 1994.
  - Vainqueur de la Coupe de Hong Kong en 1993 et 1994.

- Avec Hong Kong Rangers
  - Vainqueur de la Coupe de Hong Kong en 1995.

- Avec Happy Valley
  - Champion de Hong Kong en 1999, 2001, 2003 et 2006.
  - Vainqueur de la Coupe de Hong Kong en 2000 et 2004.

- Avec Shatin SA
  - Champion de Hong Kong D2 en 2009.
  - Champion de Hong Kong D3 en 2008.

### Entraîneur
- Avec Shatin SA
  - Champion de Hong Kong D2 en 2009.
  - Champion de Hong Kong D3 en 2008.